# The Krion Conquest
The Krion Conquest, ou Magical Kids Doropie (まじかるキッズどろぴー) au Japon, est un jeu vidéo d'action/plates-formes développé et édité par Vic Tokai sur la console 8 bits Nintendo. Il est sorti au Japon le 14 décembre 1990, puis en Amérique du Nord l'année suivante,,

## Synopsis
En 1999, la Terre est attaqué par les robots de l'Empire Akudama (Krion) dirigé par la Sorcière Mécanique Gokuraku kishintei (極楽機神帝). Seule la sorcière Doropie (Francesca) peut la vaincre.

## Système de jeu
Le jeu est considéré comme un clone de la série Megaman. Il est composé de 5 niveaux.
Doropie possède 6 sorts magiques dès le départ. Elle peut récupèrer des citrouilles pour regagner de l'énergie.
Des personnages cachés, dont le ninja Kagemaru, sont jouables.

## Informations supplémentaires
Le jeu a été initialement conçu comme une adaptation de l'anime Le Magicien d'Oz, mais la licence a été rejetée et le titre est sorti comme une histoire originale.
La version nord-américaine a une histoire simplifiée.

## Rééditions
Au Japon, le jeu est ressorti sur téléphone mobile par Genki Mobile via le service Vodafone en 2004.